# Finn férfi jégkorong-válogatott
A finn férfi jégkorong-válogatott Finnország nemzeti csapata, amelyet a Finn Jégkorongszövetség (finnül: Suomen Jääkiekkoliitto) irányít. Egyike a legsikeresebb jégkorong-válogatottaknak, és tagja a hat legerősebb válogatott nagy hatosnak nevezett nem hivatalos csoportjának Csehország, az Egyesült Államok,  Kanada, Oroszország és Svédország mellett. Soha nem esett ki a világbajnokság főcsoportjából.
A válogatott eddig háromszor nyerte meg a világbajnokságot, 1995-ben, 2011-ben és 2019-ben, holott 11-szer szerepeltek a döntőben, amit náluk többször egy válogatott sem veszített el. Az olimpián először 1952-ben vett részt, először 2022-ben nyertek.
A válogatott szerepelt Kanada-kupákon, majd a Jégkorong-világkupán, itt 2004-ben nyert ezüstöt. A válogatott állandó szereplője az Euro Hockey Tour versenysorozatnak (kilenc alkalommal megnyerte) és az Euro Hockey Challenge-nek is (kétszer nyert aranyat). Szerzett érmet további meghívásos jégkorongtornákon is, mint például a Spengler-kupa (ezüstérem 1975-ben), a Nissan Cup (aranyérem 1989-ben és 1994-ben), valamint a Deutschland Cup (aranyérem 1990-ben).

## Eredmények

### Világbajnokság
1920 és 1968 között a téli olimpia minősült az az évi világbajnokságnak is. Ezek az eredmények kétszer szerepelnek a listában.
- 1939 – 13. hely
- 1940 és 1946 között a II. világháború miatt nem rendeztek vb-t
- 1947 – nem vett részt
- 1948 – nem vett részt
- 1949 – 7. hely
- 1950 – nem vett részt
- 1951 – 7. hely
- 1952 – 7. hely
- 1953 – nem vett részt
- 1954 – 6. hely
- 1955 – 9. hely
- 1956 – nem vett részt
- 1957 – 5. hely
- 1958 – 6. hely
- 1959 – 6. hely
- 1960 – 7. hely
- 1961 – 7. hely
- 1962 – 4. hely
- 1963 – 5. hely
- 1964 – 6. hely
- 1965 – 7. hely
- 1966 – 7. hely
- 1967 – 6. hely
- 1968 – 5. hely
- 1969 – 5. hely
- 1970 – 4. hely
- 1971 – 4. hely
- 1972 – 4. hely
- 1973 – 4. hely
- 1974 – 4. hely
- 1975 – 4. hely
- 1976 – 5. hely
- 1977 – 5. hely
- 1978 – 7. hely
- 1979 – 5. hely
- 1981 – 6. hely
- 1982 – 5. hely
- 1983 – 7. hely
- 1985 – 5. hely
- 1986 – 4. hely
- 1987 – 5. hely
- 1989 – 5. hely
- 1990 – 6. hely
- 1991 – 5. hely
- 1992 –  Ezüstérem
- 1993 – 7. hely
- 1994 –  Ezüstérem
- 1995 –  Aranyérem
- 1996 – 5. hely
- 1997 – 5. hely
- 1998 –  Ezüstérem
- 1999 –  Ezüstérem
- 2000 –  Bronzérem
- 2001 –  Ezüstérem
- 2002 – 4. hely
- 2003 – 5. hely
- 2004 – 6. hely
- 2005 – 7. hely
- 2006 –  Bronzérem
- 2007 –  Ezüstérem
- 2008 –  Bronzérem
- 2009 – 5. hely
- 2010 – 6. hely
- 2011 –  Aranyérem
- 2012 – 4. hely
- 2013 – 4. hely
- 2014 –  Ezüstérem
- 2015 – 6. hely
- 2016 –  Ezüstérem
- 2017 – 4. hely
- 2018 – 5. hely
- 2019 –  Aranyérem
- 2021 –  Ezüstérem
- 2022 –  Aranyérem

### Olimpiai játékok
- 1952 – 7. hely
- 1956 – nem vett részt
- 1960 – 7. hely
- 1964 – 6. hely
- 1968 – 5. hely
- 1972 – 5. hely
- 1976 – 4. hely
- 1980 – 4. hely
- 1984 – 6. hely
- 1988 –  Ezüst
- 1992 – 7. hely
- 1994 –  Bronz
- 1998 –  Bronz
- 2002 – 6. hely
- 2006 –  Ezüst
- 2010 –  Bronz
- 2014 –  Bronz
- 2018 – 6. hely
- 2022 –  Arany

### Kanada-kupa/Világkupa
- 1976 – 6. hely
- 1981 – 6. hely
- 1987 – 6. hely
- 1991 –  Bronz

- 1996 – 5. hely
- 2004 –  Ezüst
- 2016 – 8. hely

### Euro Hockey Tour
- 1996–97 –  Arany
- 1997–98 –  Bronz
- 1998–99 –  Ezüst
- 1999–00 –  Arany
- 2000–01 –  Arany
- 2001–02 –  Arany
- 2002–03 –  Arany
- 2003–04 –  Arany
- 2004–05 –  Bronz
- 2005–06 –  Bronz
- 2006–07 – 4. hely
- 2007–08 –  Ezüst
- 2008–09 –  Ezüst
- 2009–10 –  Arany
- 2010–11 –  Bronz
- 2011–12 –  Ezüst
- 2012–13 –  Bronz
- 2013–14 –  Arany
- 2014–15 –  Ezüst
- 2015–16 –  Ezüst
- 2016–17 –  Bronz
- 2017–18 –  Arany
- 2018–19 –  Ezüst

### Euro Hockey Challenge
- 2011 –  Arany
- 2012 –  Bronz
- 2013 –  Ezüst
- 2014 –  Ezüst
- 2015 –  Bronz
- 2016 –  Arany
- 2017 –  Ezüst
- 2018 –  Ezüst